# رولان روبرتس
رولان روبرتس (بالإنجليزية: Roland Roberts)‏ هو لاعب كرة مضرب أمريكي. في سنة 1920 وصل إلى نهائي زوجي الرجال في البطولة الأمريكية لكرة المضرب.

## النهائيات

### الزوجي

#### الوصافة (1)
| السنة | البطولة                     | الأرضية | الشريك         | المنافس                         | النتيجة       |
| 1920  | بطولة أمريكا المفتوحة للتنس | عشبية   | ويليس إي ديفيس | كلارنس غريفين بيل جونستون (تنس) | 2–6, 2–6, 3–6 |